# Copenhague (obra de teatro)
Copenhague (en inglés: Copenhagen) es una obra de teatro del autor británico Michael Frayn.

## Argumento
El núcleo del argumento se centra en el famoso encuentro entre los físicos Niels Bohr y Werner Heisenberg en 1941 en la ciudad de Copenhague, en calidad de maestro y discípulo, y enemigos por la situación de sus dos países durante la Segunda Guerra Mundial. El problema ético del uso de los avances en física teórica para el desarrollo de armamento nuclear es uno de los grandes temas de la obra.

## Estreno
Se estrenó en Londres el 28 de mayo de 1998, en el National Theatre de la capital británica con más de 300 interpretaciones, actuando David Burke en el papel de Bohr, Sara Kestelman en el papel de Margrethe Bohr y Matthew Marsh en el de Heisenberg.
El 11 de abril de 2000 fue estrenada en Broadway, donde fue interpretada en 326 ocasiones bajo dirección de Michael Blakemore y con Philip Bosco (Niels Bohr), Michael Cumpsty (Heisenberg) y Blair Brown (Margarethe Bohr). Ganó el Premio Tony a la mejor obra, mejor actriz y la mejor dirección.
El estreno en Latinoamérica tuvo lugar en Buenos Aires, Argentina, el 12 de abril de 2002 en el Teatro Municipal General San Martín con la dirección de Carlos Gandolfo y la actuación de Juan Carlos Gené, Alberto Segado y Alicia Verdaxagar. Se mantuvo cuatro años consecutivos en cartel a sala llena y es considerado uno de los grandes éxitos de la historia de este teatro.
El estreno en España tuvo lugar en Madrid en abril de 2003 con los actores Fernando Delgado, Juan Gea y Sonsoles Benedicto dirigidos por Román Calleja. Volvió a los carteles en 2019 en el Teatro de La Abadía de Madrid, con interpretación de Emilio Gutiérrez Caba, Carlos Hipólito y Malena Gutiérrez y dirigida por Claudio Tolcachir.

## Adaptación cinematográfica
En 2002 fue adaptada al cine bajo el título de Copenhague, dirigida por Howard Davies, producida por la BBC y distribuida por la red PBS en Estados Unidos, protagonizada por Daniel Craig, Stephen Rea y Francesca Annis.